# Braithwaitea arborescens
Braithwaitea arborescens är en bladmossart som beskrevs av Mitten 1879. Braithwaitea arborescens ingår i släktet Braithwaitea och familjen Hypnodendraceae. Inga underarter finns listade i Catalogue of Life.